# 2. česká hokejová liga 2020/2021
Sezóna 2020/2021 byla 28. ročníkem 2. české hokejové ligy. Soutěže se zúčastnilo celkem 24 týmů.
Z Chance Ligy opět žádný tým do 2. hokejové ligy nesestoupil. Naopak do 1. ligy postoupily týmy HC Stadion Vrchlabí, Draci Šumperk a SC Kolín. Kvůli předčasnému ukončení sezony 2019/2020 v krajské lize, bylo rozhodnuto výkonný výbor Českého hokeje o postupu do 2. ligy deseti klubům, které dosáhly nejlepších výsledku jednotlivých krajů (HHK Velké Meziříčí, HC Stadion Cheb, HC Lední Medvědi Pelhřimov, HC Rakovník, HC TNP Praha, HC Tygři Klášterec nad Ohří, HC Stavební stroje Jičín, Stadion Nový Bydžov, HC Slovan Moravská Třebová a HC Frýdek-Místek "B"). Přihlášku do 2. ligy podalo HC Stadion Cheb a HHK Velké Meziříčí.
Aqotec Orli Znojmo se vrátili po devíti letech do českých soutěží, licenci na druhou ligu vlastnili od roku 2019, kterou zapůjčili celku HC Moravské Budějovice 2019. HC David Servis České Budějovice prodal licenci týmu HC WIKOV Hronov.
Kvůli pandemii covidu-19 byla soutěž začátkem října 2020 pouze po několika odehraných zápasech přerušena a později bylo rozhodnuto o předčasném ukončení ročníku. Nikdo nepostoupil ani nesestoupil.

## Přehled účastníků
Skupina Sever: HC Vlci Jablonec nad Nisou, Mostečtí lvi, HC Děčín, HC WIKOV Hronov, HC Draci Bílina, BK Nová Paka, HC RODOS Dvůr Králové nad Labem
Skupina Jih: HC Stadion Cheb, HC Tábor, IHC Králové Písek, HC Klatovy, HC Příbram, BK Havlíčkův Brod, HC Kobra Praha, HC Řisuty
Skupina Východ: Aqotec Orli Znojmo, SKLH Žďár nad Sázavou, HHK Velké Meziříčí, HC Slezan Opava, SHK Drtiči Hodonín,HK Nový Jičín, HC ISMM Kopřivnice, HC Bobři Valašské Meziříčí

## Formát soutěže
2. hokejová liga se hrála systémem, kdy 24 týmů bylo rozděleno do 3 skupin (Jih, Sever, Východ) po 8 týmech.

### Základní část
V základní části se mělo hrát šestikolově každý s každým (42 zápasů).

### Kvalifikace o 1. ligu
Úspěšní finalisté jednotlivých skupin se měli představit v kvalifikaci, kdy se měl utkat každý s každým dvakrát. Nejlepší tým měl slavit postup do Chance ligy. Sestup nikomu nehrozil, ročník 2020/21 byl plánován jako nesestupový.

## Základní část

### Skupina sever
| Poř. | Tým                             | Z | V | VP | PP | P | VG | OG | B |
| ---- | ------------------------------- | - | - | -- | -- | - | -- | -- | - |
| 1.   | HC Vlci Jablonec nad Nisou      | 3 | 3 | 0  | 0  | 0 | 9  | 3  | 9 |
| 2.   | HC RODOS Dvůr Králové nad Labem | 3 | 2 | 0  | 0  | 1 | 14 | 5  | 6 |
| 3.   | HC WIKOV Hronov                 | 3 | 2 | 0  | 0  | 1 | 15 | 12 | 6 |
| 4.   | HC Děčín                        | 4 | 2 | 0  | 0  | 2 | 14 | 22 | 6 |
| 5.   | BK Nová Paka                    | 4 | 1 | 0  | 0  | 3 | 7  | 10 | 3 |
| 6.   | HC Draci Bílina                 | 3 | 1 | 0  | 0  | 2 | 6  | 9  | 3 |
| 7.   | HC Trutnov                      | 4 | 1 | 0  | 0  | 3 | 9  | 13 | 3 |
| 8.   | Mostečtí lvi                    | 0 | 0 | 0  | 0  | 0 | 0  | 0  | 0 |

### Skupina jih
| Poř. | Tým               | Z | V | VP | PP | P | VG | OG | B  |
| ---- | ----------------- | - | - | -- | -- | - | -- | -- | -- |
| 1.   | SHC Klatovy       | 6 | 4 | 0  | 0  | 2 | 28 | 24 | 12 |
| 2.   | HC Stadion Cheb   | 6 | 3 | 0  | 0  | 3 | 16 | 23 | 9  |
| 3.   | BK Havlíčkův Brod | 5 | 2 | 1  | 0  | 2 | 17 | 19 | 8  |
| 4.   | HC Tábor          | 3 | 2 | 0  | 1  | 0 | 15 | 9  | 7  |
| 5.   | HC Kobra Praha    | 4 | 2 | 0  | 0  | 2 | 17 | 11 | 6  |
| 6.   | HC Příbram        | 4 | 1 | 1  | 0  | 2 | 14 | 10 | 5  |
| 7.   | IHC Králové Písek | 2 | 0 | 1  | 0  | 1 | 11 | 12 | 2  |
| 8.   | HC Řisuty         | 4 | 0 | 0  | 2  | 2 | 8  | 18 | 2  |

### Skupina východ
| Poř. | Tým                        | Z | V | VP | PP | P | VG | OG | B  |
| ---- | -------------------------- | - | - | -- | -- | - | -- | -- | -- |
| 1.   | Aqotec Orli Znojmo         | 5 | 5 | 0  | 0  | 0 | 27 | 10 | 15 |
| 2.   | SHK Drtiči Hodonín         | 6 | 4 | 0  | 0  | 2 | 21 | 18 | 12 |
| 3.   | HC ISMM Kopřivnice         | 6 | 3 | 0  | 1  | 2 | 20 | 16 | 10 |
| 4.   | SKLH Žďár nad Sázavou      | 5 | 3 | 0  | 0  | 2 | 20 | 17 | 9  |
| 5.   | HHK Velké Meziříčí         | 2 | 1 | 0  | 0  | 1 | 8  | 8  | 3  |
| 6.   | HC Slezan Opava            | 5 | 1 | 0  | 0  | 4 | 15 | 20 | 3  |
| 7.   | HK Nový Jičín              | 5 | 1 | 0  | 0  | 4 | 10 | 19 | 3  |
| 8.   | HC Bobři Valašské Meziříčí | 4 | 0 | 1  | 0  | 3 | 11 | 24 | 2  |